# Senscheid
Senscheid település Németországban, Rajna-vidék-Pfalz tartományban. Lakosainak száma 76 fő (2023. december 31.).

## Népesség
A település népességének változása:
| Lakosok száma | 84   | 93   | 90   | 90   | 81   | 76   |
|               | 1975 | 2017 | 2019 | 2021 | 2022 | 2023 |